# 대관령 양떼목장
대관령 양떼목장은 강원특별자치도 평창군 대관령면에 위치한 목장이다.